# Friederike Lütz
Friederike Lütz (* 26. März 1988 in Dortmund) ist eine deutsche ehemalige Handballspielerin.
Die 1,74 m große Rechtsaußen begann ihre Karriere beim TV Mengede und stand ab 2000 beim Bundesligisten Borussia Dortmund unter Vertrag. Zur Saison 2009/2010 wechselte Friederike Lütz zum Buxtehuder SV. Mit Buxtehude gewann sie 2010 den EHF Challenge Cup. Nach der Saison 2012/13 trat sie zunächst vom aktiven Sport zurück, wurde jedoch bereits im September 2013 von Borussia Dortmund reaktiviert. 2015 beendete sie ihre Karriere.
Friederike Lütz absolvierte 15 Länderspiele für die deutsche Nationalmannschaft, in denen sie 19 Tore erzielte; ihr Länderspieldebüt hatte sie am 13. Oktober 2006 in Verl gegen die Niederlande.